# See No Evil
Không thấy ác quỷ (tựa tiếng Anh: See No Evil) là một bộ phim tâm lý, kinh dị Mỹ được thực hiện vào năm 2006 do Gregory Dark làm đạo diễn với phần kịch bản của Dan Madigan. Phim See No Evil có sự góp mặt của nhà đô vật chuyên nghiệp Kane, đây cũng là phim đầu tiên được sản xuất bởi hãng WWE Films và phát hành bởi hãng Lions Gate Entertainment.

## Nội dung
Một nhóm tù nhân được cảnh sát đưa đến một khách sạn đã bị bỏ hoang hơn 10 năm có tên Blackwell để quét rác, lau dọn. Những người tù nhân lẫn cảnh sát không biết rằng khách sạn đó là nơi trú ẩn của tên sát nhân hàng loạt bị thần kinh mang tên Jacob Goodnight, hắn ta sống trên tầng cao nhất của khách sạn và hắn giết người để móc mắt rồi sưu tầm.

## Diễn viên
- Kane - Jacob Goodnight
- Christina Vidal - Christine Zarate
- Samantha Noble - Kira Vanning
- Luke Pegler - Michael Montross
- Rachael Taylor - Zoe Warner
- Michael J. Pagan - Tyson Simms
- Penny McNamee - Melissa Beudroux
- Steven Vidler - Frank Williams
- Cecily Polson - Margaret Gayne
- Craig Horner - Richie Bernson
- Mikhael Wilder - Russell Wolf
- Tiffany Lamb - Hannah Anders
- Sam Cotton - Jacob Goodnight lúc còn trẻ
- Corey Parker Robinson - sĩ quan Blaine
- Annalise Woods - cô gái trẻ
- Zoe Ventoura - người phụ nữ bị móc mắt
- Tim McDonald - sĩ quan cảnh sát 1
- Trent Huen - sĩ quan cảnh sát 2
- Matthew Okine - sĩ quan cảnh sát 3
- Jason Chong - phóng viên trên TV
- Greg Skipper - tài xế xe buýt
- Cameron Ruatta - lính gác cổng 1
- Philip Wan - lính gác cổng 2